# Ransom Wilson
Ransom Wilson (Tuscaloosa, 25 ottobre 1951) è un flautista, direttore d'orchestra e docente statunitense.

## Biografia
Mentre studiava alla Juilliard School di New York, strinse un'intensa amicizia con Jean-Pierre Rampal. Tra gli altri suoi insegnanti di flauto ci sono stati Alain Marion, Severino Gazzelloni, Julius Baker, Christian Lardé, Philip Dunigan e Arthur Lora.
Al momento si occupa di direzione orchestrale, tra le altre la New York City Opera, la Metropolitan Opera ed è anche il fondatore e il direttore della Solisti New York Orchestra. Nel 2010 formò un nuovo gruppo a New York, Le Train Bleu. Il gruppo si è esibito attivamente fino a poco tempo fa. I suoi insegnanti di direzione sono stati Roger Nierenberg, James Dixon, Otto-Werner Mueller e Leonard Bernstein. È l'ex direttore di orchestre della sua alma mater, l'Università della Carolina del Nord School of the Arts, SUNY Purchase Conservatory of Music. È l'attuale direttore musicale della Redlands Symphony e della facoltà della Yale School of Music.

## Studi
Wilson ha studiato con Julius Baker alla Juilliard School, ma in un'intervista ha affermato di non avere un buon rapporto con lui. Pertanto si è trasferito nella classe di Arthur Lora. Lora suonava il flauto principale al Metropolitan Opera e il flauto principale nell'NBC Symphony Orchestra sotto Arturo Toscanini. In seguito, ricevette una borsa di studio Fondation Atlantique per studiare privatamente per 1 anno a Parigi con Jean-Pierre Rampal. I suoi insegnanti di direzione furono Roger Nierenberg, James Dixon, Otto-Werner Mueller e Leonard Bernstein.

## Direzione
Negli ultimi anni Wilson si è spostato verso il repertorio operistico, apparendo come direttore alla New York City Opera e dal 2006 come direttore di riserva in numerose produzioni al Metropolitan Opera. Nel 2016 diventò direttore musicale della Redlands Symphony nel sud della California. Mentre mantiene la sua posizione di insegnante all'Università Yale, è a Redlands ogni mese per le prove e i concerti.

## Abbandono dell'UNCSA
Il 21 maggio 2010 Wilson diede il suo ultimo concerto come direttore dell'orchestra della scuola. Durante lo spettacolo e in una nota pubblicata sul Winston-Salem Journal, rilasciò dichiarazioni critiche sull'amministrazione della scuola. Secondo la Classical Voice of North Carolina, "Una nota discordante per la serata è arrivata nelle parole di addio di Wilson pronunciate prima dell'ultima esecuzione, dicendo che stava lasciando la School of the Arts a causa di differenze inconciliabili con l'attuale amministrazione". Secondo The Business Journal della Greater Triad Area, "Nonostante un insolito scoppio di critiche pubbliche da parte di un membro di alto profilo della facoltà, il cancelliere della Scuola delle Arti UNC John Mauceri sembra mantenere la fiducia dei principali sostenitori nella business community di Twin City .